# ریدن (مورتال کامبت)
رِیدِن (به انگلیسی: Raiden) یکی از شخصیت‌های ساختگی مجموعه بازی ویدئویی مورتال کامبت اثر میدوی گیمز است. او برای اولین بار در نخستین قسمت این مجموعه در سال ۱۹۹۲، به عنوان یکی از هفت شخصیت آغازین معرفی شد. رِی‌دِن به عنوان یکی از کلیدی‌ترین شخصیت‌های این فرَنچایز به‌شمار می‌رود. او بر اساس خدای تندر ژاپنی‌ها رایجین، در بازی مورتال کامبت نگهدارندهٔ قلمرو زمین است. هم‌پیمانان او لیو کانگ و کونگ لائو هستند. در خط داستانی بازی؛ شنگ سونگ، شیناک، اوناگا، شائو کان و کوان چی از دشمنان اصلی او به‌شمار می‌روند.
ریدن دارای قدرت‌های فراطبیعی گوناگونی من‌جمله تله پورت، کنترل صاعقه و توانایی پرواز می‌باشد. او به‌طوری فناناپذیر است و خاطراتش از آغاز زمان شروع می‌شود. حتی اگر بدنش هم نابود شود بعد از مدتی از نو شکل می‌گیرد. براساس گفته‌های جان توبایاس، خالق ریدن، شخصیت او از ۳ خدمتگزار لو پَن در فیلم «دردسر بزرگ در چین کوچک» ساخت سال ۱۹۸۶ به کارگردانی جان کارپنتر برداشت شده‌است.

## داستان

### قبل از مورتال کامبت
در زمان جوانی زمین، ریدن محافظ آن به‌شمار می‌رفت. او در جنگی که شیناک (یکی از خدایان ارشد) برای ساقط کردن بقیه خدایان ارشد به راه انداخته بود و زمین را نیز به خطر انداخته بود با او جنگید. یکی از تمدن‌هایی که در این جنگ از بین رفت مارمولک‌ها بودند که بازمانده‌ها را مجبور کرد به دنیایی دیگر به نام زاترا مهاجرت کنند که رپتایل یکی از اعضای این تمدن بود. با کمک بقیه خدایان ریدن موفق شد شیناک را شکست داده و او را به دنیای زیرزمین تبعید کند و همچنین طلسم منبع قدرت او را در جایی در کوه‌های نپال پنهان کرد و ۴ ایزد (ایزدان آتش، باد، زمین و آب) را به محافظت از آن گماشت.
پس از اینکه ساب-زیرو میلیون‌ها سال بعد طلسم را برای کوان چی دزدید، ریدن به ساب زیرو دستور داد تا به دنیای زیرزمین وارد شده و طلسم را پس بگیرد، تا مبادا شیناک از آن برای آزاد کردن خود استفاده کند. ریدن به این علت نمی‌توانست خود طلسم را پس بگیرد چون قدرت‌هایش در دنیای زیرزمین بی‌استفاده می‌شدند. مأموریت ساب زیرو با موفقیت انجام شد و خطر شیناک از بین رفت، هرچند بعدها آشکار شد که کوان چی طلسمی تقلبی به شیناک داده‌است و ریدن متوجه جعلی بودن آن نشده‌است. بدین ترتیب طلسم شیناک تا مدت‌ها در اختیار کوان چی باقی‌ماند.
بعد از مبارزهٔ پی در پی زمین و دنیای بیرون، الدر گادها (خدایان کهن) یک مسابقه طراحی کردند به نام مورتال کمبت و برای هر دو جهان یک محافظ گذاشتند و هر محافظ تا مورتال کمبت بعدی ۵۰۰ سال وقت داشت تا شاگردان خود را برای محافظت از سیارهٔ خود آموزش دهند، در این مسابقه هر جهانی۱۰ تورنومنت پشت سر هم را می‌برد، می‌توانست به جهان دیگری حمله کند، ریدن که محافظ زمین بود شاگردان خود را آموزش داد و به تورنومنت مورتال کامبت رساند، محافظ و وزیر اعظم شائوکان «شانگ سونگ» از طرف شائوکان به تونومنت رفت و با شاگردان خود، ۹ بار برنده شد و در آخرین تورنومنت لیوکنگ گورو و شنگ سونگ را شکست داد و تبدیل به قهرمان زمین شد

### مورتال کامبت ۲
با زیر نظر داشتن وقایع، ریدن از مقاصد شوم شائو کان باخبر شد و به لیو کانگ و کونگ لائو دربارهٔ خطر هشدار داد سپس به تنهایی به جهان بیرونی رفت.

### مورتال کامبت: تریلوژی
باوجود اینکه شائو کان تمام انسان‌های روی زمین را در اختیار خود گرفته بود، ریدن قادر بود از لیو کانگ و بقیه جنگجویان برگزیده محافظت کند. ریدن که در ابتدا به علت تداخل ۲ جهان قادر نبود در جنگ شرکت کند بعد از اینکه خدایان ارشد درخواست کمک او را بی‌پاسخ گذاشتند فناناپذیری خود را فدا کرد تا قادر به شکست دادن شائو کان باشد. در نهایت نیروهای شائو کان شکست خورده و به جهان بیرونی عقب‌نشینی کردند و زمین به وضعیت عادی خودش برگشت.

### مورتال کامبت ۴
بعد از عقب راندن مهاجمین به دنیای بیرونی، شینوک با کمک کوان چی بار دیگر سعی کرد تا از دنیای زیرین خارج شده و دنیاها را تصاحب کند. ولی بار دیگر لیو کانگ با متحد کردن جنگجویان زمینی تحت فرمان ریدن خدای رعد و برق موفق به شکست دشمنان شدند. ریدن که اینک به مقام خدای ارشد نائل شده بود منصب محافظت از زمین را به فوجین سپرد.

### اتحاد مرگبار
به عنوان یک خدای ارشد رایدن نتوانست با دخالت مانع از کشته شدن لیو کانگ در آکادمی وو شی توسط شنگ سونگ و کوان چی شود. با احساس نفرت از همتاهایش بعلت خودداری از مداخله، ریدن مقام خود به عنوان خدای ارشد را ترک کرد و اقدام به جمع‌آوری جنگجویانش برای مقابله با این اتحاد مرگبار کرد.

## فیتالیتی‌ها
در سری بازی‌های مورتال کمبت، هر شخصیت تعدادی فیتالیتی در اختیار دارد که هنگامی که راوی فریاد می‌زند Finish Him یا Finish Her به اجرا درمی‌آورد. از معروف‌ترین فیتالیتی‌های ریدن می‌توان به فیتالیتی ۱ اشاره کرد که در آن فرد را بر روی دو دست بلند می‌کند و آنقدر به او برق وارد می‌کند تا متلاشی شود؛ و فیتالیتی ۲ که در آن چوب خود را درآورده و دشمن را به چوب می‌کشد و با برق او را از پای درمی‌آورد.